# Yugo Iiyama
Yugo Iiyama (飯山 悠吾 Iiyama Yugo?), född 6 mars 1986 i Tokyo prefektur, är en japansk fotbollsspelare.
Iiyama började sin karriär 2014 i Tokyo 23 FC. 2015 flyttade han till Grulla Morioka. Han avslutade karriären 2016.